# Triumfetta attenuata
Triumfetta attenuata är en malvaväxtart som beskrevs av Ko Ko Lay. Triumfetta attenuata ingår i släktet triumfettor, och familjen malvaväxter. Inga underarter finns listade i Catalogue of Life.